# Монсальве, Начо
Игнасио «Начо» Монсальве Висенте (исп. Ignacio "Nacho" Monsalve Vicente; 27 апреля 1994, Мадрид) — испанский футболист, центральный защитник польского клуба ЛКС.

## Карьера
Монсальве попал в футбольную академию «Атлетико Мадрид» в 2006 году. В сезоне 2013/14 он выступал за третью команду клуба, «Атлетико Мадрид C», которая выступала в Терсере (четвёртом дивизионе чемпионата Испании). В 2014 году был переведён во вторую команду, «Атлетико Мадрид B», в составе которой играл в Сегунде B (третьем дивизионе). В апреле 2016 года в связи с травмами Диего Година, Стефана Савича и Хосе Хименеса Монсальве был переведён в основной состав клуба. 2 апреля 2016 года он дебютировал за «Атлетико Мадрид» в матче чемпионата Испании против «Бетиса», который Начо провёл полностью, играя на позиции центрального защитника.
22 июня 2021 года подписал трёхлетний контракт с польским клубом ЛКС.

## Достижения
«Твенте»
- Победитель Первого дивизиона Нидерландов: 2018/19